# Evorinea flava
Evorinea flava is een keversoort uit de familie spektorren (Dermestidae). De wetenschappelijke naam van de soort werd in 1863 gepubliceerd door Victor Ivanovitsch Motschulsky.